# Rougeries
Rougeries är en kommun i departementet Aisne i regionen Hauts-de-France i norra Frankrike. Kommunen ligger  i kantonen Sains-Richaumont som ligger i arrondissementet Vervins. År 2022 hade Rougeries 202 invånare.

## Befolkningsutveckling
Antalet invånare i kommunen Rougeries
Referens: INSEE